# Don't Breathe 2
Don't Breathe 2 är en amerikansk skräckfilm från 2021. Den är en uppföljare till Don't Breathe från 2016. Filmen är regisserad av Rodo Sayagues och blev hans regidebut.

## Handling
Filmen utspelar sig ett årtionde efter händelserna i den första filmen. Norman lever ett fridfullt liv tills hans dotter kidnappas.

## Rollista
- Stephen Lang – Norman Nordstrom, den blinda mannen
- Brendan Sexton III – Raylan